# Donna Vargas
Donna Vargas (anhörenⓘ, * 17. März 1975 in Rio de Janeiro) ist eine ehemalige brasilianische Schauspielerin, Pornodarstellerin und Produzentin.
Donna Vargas ist als Tochter deutsch-brasilianischer Eltern in São Paulo aufgewachsen. Im Alter von etwa 20 Jahren kam sie nach Deutschland.
Im Jahr 1997 begann sie, ihre ersten Pornofilme zu drehen. Im Jahr 1998 drehte sie die Filme Jetlag Fever und Dreams of Samba. Im gleichen Jahr wurde sie das Penthouse Girl des Jahres und erhielt den Venus Award 1998 als beste Nachwuchsdarstellerin. Neben ihrer eigenen Tätigkeit vor der Kamera hat sie mehr als 20 B-Filme für Videorama gedreht. Ihre Bilder erschienen in Magazinen wie Penthouse, Hustler, Praline aber auch BILD. 
Im Jahr 1999 gründete Donna Vargas ihre eigene Produktionsfirma mit dem Namen Cinema-Donna-Studios. Der Vertrieb aller Filme liegt heute bei der Firma MVW.
Im Jahr 2000 wirkte Donna Vargas im Video Gewalt oder Sex des deutschen Hip-Hop-Stars Torch mit. Außerdem hat sie gemeinsam mit zwei Frankfurter DJs den Sommerhit Tropical Copacabana produziert. Seit 2001 ist ihre eigene Hardcore-Produktion unter dem Titel Zwischen Himmel und Hölle auf dem Markt. 

## Auszeichnungen
- Penthouse-Girl des Jahres 1998
- Venus Award 1998 als beste Newcomerin

## Filmografie
- 1998: In My Life
- 1998: Jetlag Fever
- 1998: Videorama 10: Dreams of Samba (1998) (auch als Produzentin)
- 1999: Porno Giganten
- Tropical Heat
- Zwischen Himmel und Hölle
- Das Geheimnis der Sexgottin
- Himmlische Lust
- In My Life - Deep Throat Excitement
- Porno Giganten 3
- Stars & Sternchen
- Verfickte Kurzgeschichten Teil 5: Lasterleben